# آقا معلم
آقا معلم نام خودزندگی‌نامه (اتوبیوگرافی) است از فرانک مک‌کورت، نویسنده ایرلندی-آمریکایی در سال ۲۰۰۵. این رمان شرح دوران تدریس فرانک مک‌کورت در دبیرستان‌ها و کالج‌های نیویورک است. این رمان دنباله‌ایست از اثر مشهورتر نویسنده به نام خاکسترهای آنجلا و خاکسترهایت را به خانه برمی‌گردانم.
آقا معلم توسط منیژه شیخ جوادی در سال ۱۳۸۷ به فارسی ترجمه شده‌است.